# Mariensäule (Moravská Třebová)

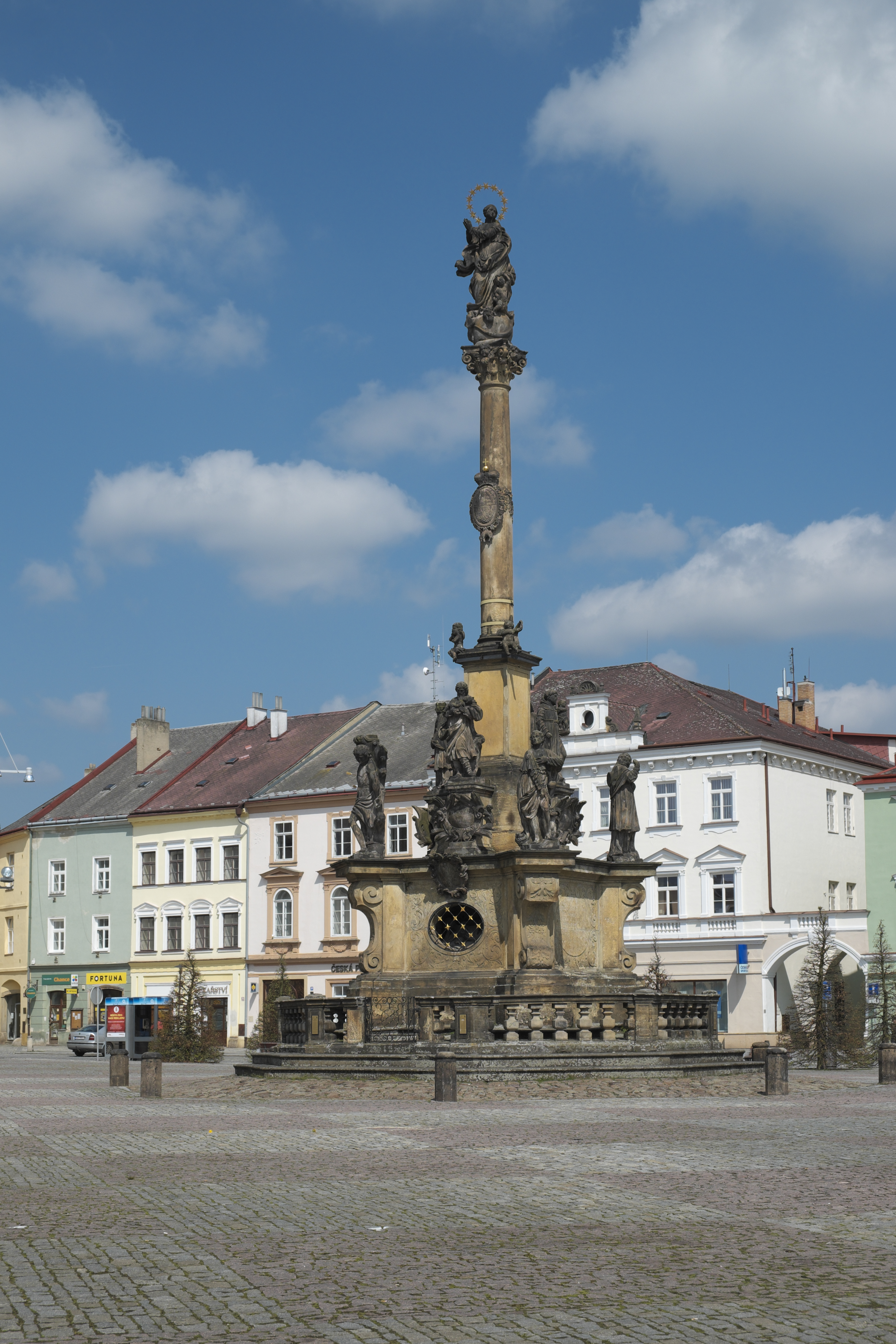
Mariensäule in Moravská Třebová

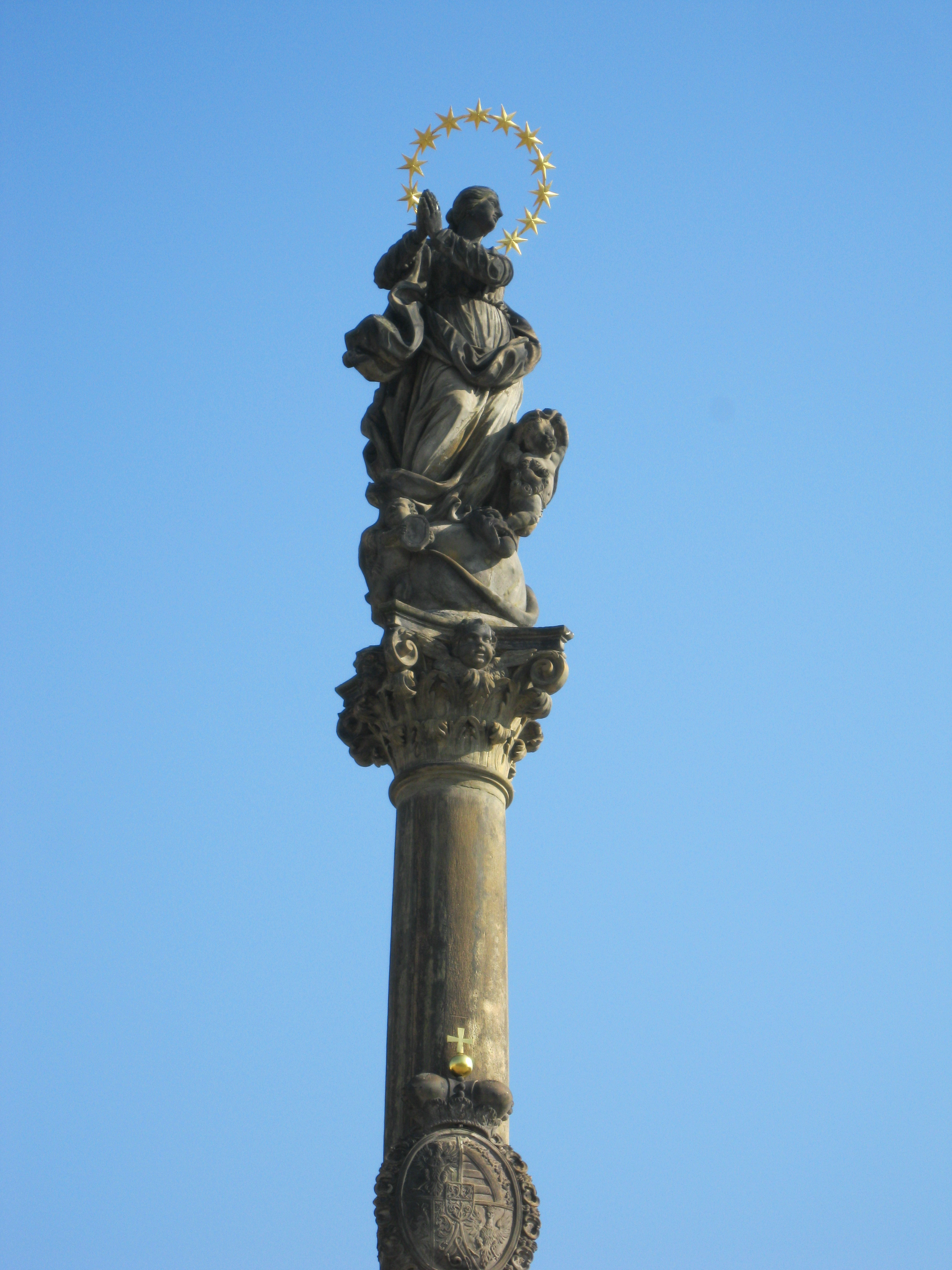
Muttergottes

Die Mariensäule in Moravská Třebová (deutsch Mährisch Trübau), einer tschechischen Stadt im Okres Svitavy der Pardubitzer Region, wurde von 1716 bis 1718 errichtet. Die Mariensäule auf dem Marktplatz, heute nach Tomáš Garrigue Masaryk benannt, ist ein geschütztes Kulturdenkmal.
Die hohe Säule mit der Figur der Muttergottes wird von Heiligenfiguren umgeben.